# 이호진 (1983년)
이호진(1983년 3월 9일 ~ )은 대한민국의 前 축구 선수다.

## 개요
강릉농업고등학교를 졸업하고, 성균관대학교를 중퇴하였다. 강한 체력으로 인하여 '아이언맨'이라는 별명을 얻었다. 부스스한 인상으로 인하여 거지들의 우두머리를 뜻하는 '왕초'라는 별명이 붙기도 하였다.

## 클럽 경력
해외 이적을 둘러싸고 성균관대학교와 이견을 보여 중퇴한 뒤 해외 진출을 모색한 그는 벨기에 주필러 리그의 RSC 안데를레흐트, 네덜란드 에레디비시의 PSV 에인트호번, 프랑스 리그 1의 AS 낭시에서 입단 테스트를 받았으나 모두 실패하였다. 우여곡절 끝에 이적 시간이 마감되기 20분 전인 2006년 2월 1일에 스페인 프리메라리가의 라싱 산탄데르에 입단하면서 이천수에 이어 두 번째로 프리메라리가에 진출한 한국인 선수가 되었다. 하지만 계속적으로 부상을 입어 경기에 출전하지 못하다가, 2005-06 시즌 마지막 경기인 비야레알 CF와의 경기에서 데뷔하여 좋은 활약을 펼쳤다. 하지만 다시 허벅지 부상을 입어 경기에 출전하지 못하였고, 결국 라싱 산탄데르와의 재계약에 실패하였다. 
그 후 2008 K리그 신인 선수 드래프트에 참가하여 2008년 드래프트 3순위로 인천에 입단하였지만, 또 다시 부상으로 신음하며 K리그에서는 아예 출장하지 못했다. 
결국 타 클럽으로의 이적을 추진하였고, 2009년 핀란드 베이카우스리가의 JJK 이위베스퀼레로 이적하였다. 이후 2009년 8월 FC 이위베스퀼레 블랙버드로 임대 이적하면서 활약했고, 2010년 타이 프리미어리그의 폴리스 유나이티드 FC와 계약을 맺었다.
2011년 고양 KB국민은행에서 뛴 그는 이듬해인 2012년 현역 입대와 함께 선수 은퇴를 선언했다. 3사단에서 현역으로 복무한 그는 2014년에 제대한 후 축구 에이전트 및 유소년 지도자로 간간히 활동 중이다.

## 국가대표팀 경력
2003년 아랍에미리트에서 열린 2003년 FIFA 세계 청소년 축구 선수권 대회에 참가하여 예선 1차전 독일전에서 골을 넣는 등 맹활약을 펼쳐 대한민국의 2-0 승리에 공헌하였지만, 골을 넣는 과정에서 골키퍼와 충돌하여 무릎 부상을 입어 6개월 동안 경기에 뛰지 못했다. 당시 독일 청소년대표팀 감독이 울리 슈틸리케였다.

## 경력

### 선수 경력
- 2006년 ~ 2007년  라싱 산탄데르
- 2008년  인천 유나이티드
- 2009년  JJK 이위베스퀼레

## 출신 학교
- 서울중화초등학교
- 한양중학교
- 강릉농업고등학교
- 성균관대학교(중퇴)